# 柯爾特防衛者Mark I霰彈槍
柯爾特防衛者Mark I霰彈槍（英語：Colt Defender Mark I）是一款由美国槍械設計師羅伯特·希爾貝里所研制、柯特製造公司所生產的8管式霰彈槍，發射20鉛徑馬格南霰彈。

## 概述
該霰彈槍具有類似半自動的射擊能力，但卻沒有半自動武器的複雜性。每根槍管都可裝填20鉛徑3英寸馬格南霰彈藥筒。槍管通過手槍握把雙動式轉輪式機構圍繞中心軸線連接在一起，而第二具亦裝有扳機的前手槍握把則用於本能射擊。該霰彈槍操作起來非常簡單，而且非常堅固。其設計師羅伯特·希爾貝里在尋找生產商以前，已對武器進行了徹底的測試。該設計被證明正確，以至於僅需要對其生產進行了數處小型改動。當柯特製造公司與羅伯特聯繫以後，前者對生產這款武器表現出了濃厚的興趣；但是在致力於全面生產以前，他們堅持進行市場調查，以查看該槍是否有足夠的槍械市場。而柯爾特亦向多個部門展示了這種武器，所有看過它的人都對其緊湊性、火力和可靠性留下了深刻的印象。但是，當時的國家衰退卻不允許任何採用該武器，結果到了1971年，該項目就此作結。
該武器是由裝有钢製插入件的鋁合金機匣所組成，並且塗有環氧漆表面處理。該武器的最終版本有四種衍生型。第一款衍生型是簡化的衍生型，並無特殊功能。第二款衍生型是在擊錘以上的旋轉式撞針上裝有槍管選擇器。這使得射手可在八根槍管當中選擇任何一根。這意味著武器可以裝填各種彈藥，而射手可以針對給定情況選擇最合適的彈藥。第三款衍生型是在八根槍管中間裝有催淚瓦斯罐的發射器。這時按壓前握把以上的扳機就可使得射手向目標噴射催淚瓦斯罐，這樣使得它具有非致命性打擊的選擇。裝填方式則不明。最後的第四款衍生型則是同時具有槍管選擇器和催淚瓦斯罐發射器。

## 資料來源
1. ↑  .   [2020-05-04]. （原始内容存档于2008-05-12）.

## 外部連結
- （英文）—Hillberg Insurgency Weapons
- （英文）—Homemade Defense （页面存档备份，存于）